# Natalia Oreiro (album)
Natalia Oreiro – debiutancki album urugwajskiej aktorki i piosenkarki Natalii Oreiro z 1998 roku. Polska premiera płyty miała miejsce 24.08.2000 r.
Utwór „Cambio Dolor” stał się muzycznym motywem przewodnim argentyńskiej telenoweli pt. Zbuntowany anioł w której odtwórczynią głównej roli była Natalia Oreiro.

## Lista utworów
| #                     | Tytuł                                     | Autorzy                                        | Czas |
| --------------------- | ----------------------------------------- | ---------------------------------------------- | ---- |
| 1.                    | „De Tu Amor“                              | Fernando López Rossi, Pablo Durand             | 3:57 |
| 2.                    | „Uruguay“                                 | López Rossi, Durand                            | 3:44 |
| 3.                    | „Se Pegó En Mi Piel“                      | López Rossi, Durand                            | 4:09 |
| 4.                    | „Me Muero De Amor“                        | Claudia Brant, Coti Sorokin                    | 3:55 |
| 5.                    | „Cambio Dolor“                            | López Rossi, Durand                            | 4:05 |
| 6.                    | „Valor“                                   | Donato Poveda                                  | 3:14 |
| 7.                    | „Sabrosito Y Dulzón“                      | López Rossi, Durand                            | 4:00 |
| 8.                    | „Vengo Del Mar“                           | López Rossi, Durand                            | 3:35 |
| 9.                    | „Huracán“                                 | Miguel Orlando Iacopetti, T. Serna, Tito Romeo | 3:34 |
| 10.                   | „Nada Más Que Hablar“                     | Marcelo Wengrovsky, Dany Tomas, Brant          | 3:22 |
| 11.                   | „Y Te Vas Conmigo“                        | López Rossi, Durand                            | 3:31 |
| EDYCJA MIĘDZYNARODOWA |                                           |                                                |      |
| 12.                   | „Que Si, Que Si“                          | López Rossi, Durand                            | 3:02 |
| EDYCJA SPECJALNA      |                                           |                                                |      |
| 13.                   | „Me Muero De Amor“ (2 Effective Remix)    | Brant, Sorokin                                 | 4:06 |
| 14.                   | „Huracán“ (2 Effective Latin Power Mix)   | Iacopetti, Serna, Romeo                        | 3:38 |
| 15.                   | „De Tu Amor“ (Bianco Mix)                 | López Rossi, Durand                            | 3:50 |
| 16.                   | „Que Si, Que Si“ (Little Corp RMX)        | López Rossi, Durand                            | 3:24 |
| 17.                   | „Cambio Dolor“ (Pumpin' Dolls Radio Edit) | López Rossi, Durand                            | 3:53 |

## Oficjalne wersje i remiksy
- „Cambio Dolor“ (Pumpin' Dolls Radio Edit) (3:58)
- „Cambio Dolor“ (Pumpin' Dolls Pool Party Club Mix) (6:10)
- „De Tu Amor“ (Pumpin' Dolls Radio Edit) (3:53)
- „De Tu Amor“ (Pumpin' Dolls Fashion Club Mix) (7:53)
- „De Tu Amor“ (Bianco Mix) (3:50)
- „Huracán“ (2 Effective Latin Power Mix) (3:37)
- „Me Muero De Amor“ (2 Effective Remix) (3:56)
- „Que Si, Que Si“ (Little Corp. RMX) (3:24)
- „Que Si, Que Si“ (Long Intro Version) (3:10)
- „Caminos“ (3:26) – wydaje się na ścieżce dźwiękowej filmu „Un Argentino en New York“ (1998)
- „03 03 456“ (Duet z Raffaella Carrà) (3:21) – wydaje się na hiszpańskiej kompilacji Raffaelly Carry „Fiesta: Grandes Éxitos“ (1999)

## Listy sprzedaży
| Lista  | Kraj      | Pozycja | Status          |
| ------ | --------- | ------- | --------------- |
| CAPIF  | Argentyna | —       | platynowa płyta |
| OLiS   | Polska    | 5       | platynowa płyta |
| Mahasz | Węgry     | 1       | platynowa płyta |